# Eduardo Riedel
Eduardo Riedel   (Rio de Janeiro, 5 de juliol de 1969), de nom complet Eduardo Corrêa Riedel, és un polític i empresari brasiler, és l'actual governador de l'estat de Mato Grosso do Sul des de 2023. Afiliat al Partit de la Socialdemocràcia Brasilera. Ja ocupava el càrrec de Secretari d'Estat d'Infraestructures de Mato Grosso do Sul des del 22 de febrer de 2022.
En 1994 es va casar amb Mônica Morais, amb qui té dos fills: Marcela i Rafael. El 1995, va assumir la gestió de la propietat rural de la família, en Maracaju, adquirint experiència en gestió. Des de llavors, va passar a assumir càrrecs relacionats a l'administració. El 2015, Riedel es va apartar del càrrec de director de la Federació d'Agricultors de Mato Grosso do Sul (2012-2014), per incorporar-se a la Secretaria d'Estat de Govern i Gestió Estratègica, en el govern de Reinaldo Azambuja, càrrec en el que va romandre fins al 2021.
Es va presentar com a candidat en les eleccions estatals a Mato Grosso do Sul el 2022, optant al càrrec de governador, acompanyat de Barbosinha per vicegovernador. En el primer torn, disputat el 2 d'octubre de 2022, va obtenir 361.981 vots (25,16%), resultant el segon candidat més votat. En la segona volta, el 20 d'octubre, va batre al capità Renan Contar, del PSL. Va obtenir el 56,90% dels vots, rellevant Azambuja el 2023 com a nou governador sulmatogrossense.

## Carrera
Riedel va néixer a Rio de Janeiro el 5 de juliol de 1969, fill de Seila Garcia Côrrea i Nelson Riedel.
L'any 1995 es va fer càrrec de la gestió de la finca rústica de la família a Maracaju (Mato Grosso do Sul), adquirint experiència en la gestió. Des de llavors, ha assumit càrrecs relacionats amb la direcció.
El 2015, Riedel va dimitir del càrrec de president director de Famasul (2012-2014), assumint el cap de la Secretaria d'Estat de Govern i Gestió Estratègica de Mato Grosso do Sul, al govern de Reinaldo Azambuja, càrrec en el qual va es va mantenir fins al 2021.
Durant la pandèmia de la Covid-19, l'any 2020, el govern de Mato Grosso do Sul, amb el suport de l'Organització Panamericana de la Salut, va crear el Programa de Salut i Seguretat en l'Economia, que tenia com a objectiu informar dades i indicadors a la societat, així com com el desenvolupament d'accions més eficients per abordar els impactes de la Covid-19 a l'estat de Mato Grosso do Sul.
Per coordinar i gestionar aquest projecte, el governador Reinaldo Azambuja va nomenar el juliol de 2021, Riedel com a president del Comitè de Direcció del Programa de Salut i Seguretat per a l'Economia.

## Candidat al govern de Mato Grosso do Sul (2022)
El 2022, es va presentar a les eleccions estatals de Mato Grosso do Sul per a governador amb José Carlos Barbosa per a vicegovernador.
El 2 d'octubre de 2022, tenia 361.981 vots (25,16%) i va passar a la segona volta amb el candidat Renan Contar.
El 30 d'octubre de 2022 va ser elegit governador amb 808.210 vots (56,90%), deixant el candidat Renan Contar (PRTB) amb 612.113 vots (43,10%).
La seva inauguració tindrà lloc l'1 de gener de 2023.

## Controvèrsies
En una retransmissió en directe el 5 d'agost de 2020, Riedel s'havia posicionat contra la petició judicial feta per la Defensoría Pública, per determinar un confinament a Campo Grande durant la pandèmia de la COVID-19. La petició, una acció pública, donava a la ciutat 72 hores per prendre una posició.
En un moment donat, el secretari va adoptar un discurs confús en afirmar que l'afirmació que el Govern de l'Estat defensa el confinament és un error, ja que només hi havia una orientació per paralitzar només les activitats considerades en aquell moment no essencials.
Durant aquests anys i especialment durant aquest període, Riedel va implementar el programa "Mais Social" (Més Social), que dona servei a més de 100.000 famílies de Mato Grosso do Sul, mitjançant una targeta social amb el suport de R$ 300 mensuals. Riedel també va col·laborar en la implantació del "CNH MS Social" que assumeix tots els costos del primer carnet de conduir d'alguns ciutadans.
Entre les accions del govern hi ha diverses col·laboracions publicoprivades establertes, com Infovia Digital, la de Sanesul, pavimentació d'autopistes i projectes. Riedel també va dur a terme el tram final de les obres del Aquari del Pantanal, que va tenir el seu concepte ampliat.